# 美國陸軍網路司令部
美國陸軍網路司令部（英語：United States Army Cyber Command）是美國陸軍的陸軍勤務構成司令部，美國網路司令部的組成部分。任務是進行網絡作戰。成立於2010年10月1日。
包含的單位有：
- 陸軍網路建設技術司令部（英语：Army Network Enterprise Technology Command）
- 陸軍情報與安全司令部
  - 第1資訊作戰司令部（英语：1st Information Operations Command (Land)）
  - 第780軍事情報旅（英语：780th Military Intelligence Brigade (United States)）